# Silberner Bär/Beste Regie

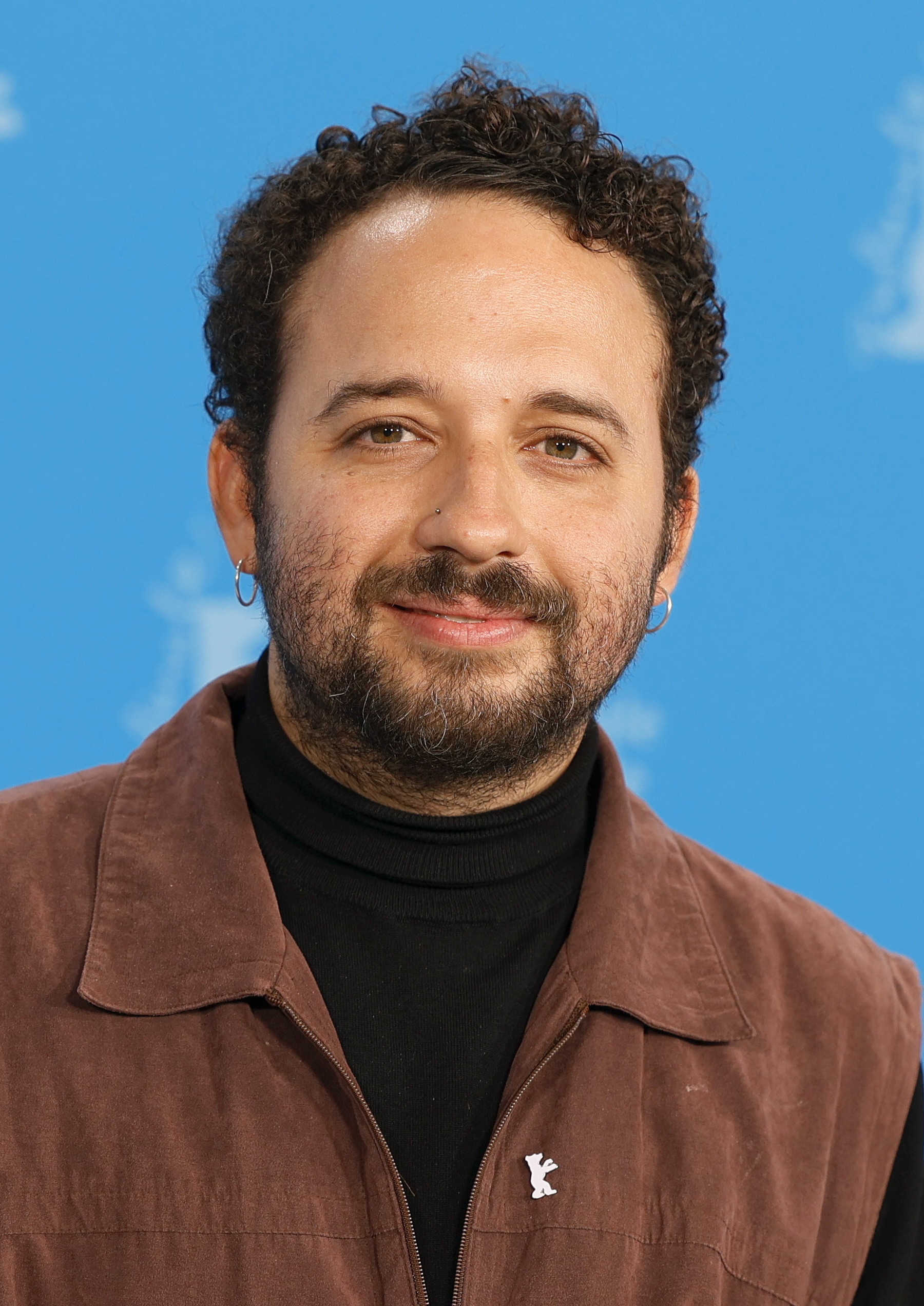
Preisträger 2024: Nelson Carlo de los Santos Arias (Pepe)

Der Silberne Bär für die beste Regie honoriert bei den jährlich veranstalteten Filmfestspielen von Berlin die beste Leistung einer Regisseurin oder eines Regisseurs in einem Wettbewerbsfilm (Langfilm). Die Auszeichnung wurde erstmals bei der sechsten Auflage des Filmfestivals im Jahr 1956 verliehen. Über die Vergabe des Preises stimmt die Wettbewerbsjury ab, die sich meist aus internationalen Filmschaffenden zusammensetzt.

## Preisträger
Am häufigsten mit dem Regiepreis ausgezeichnet wurden US-amerikanische Filmemacher (10 Siege), gefolgt von ihren Kollegen aus Frankreich (8), Italien (6) und Großbritannien (5 Siege). Dreimal triumphieren konnte der Italiener Mario Monicelli (1957, 1976 und 1982), während der Inder Satyajit Ray (1964 und 1965) und der Spanier Carlos Saura (1966 und 1968) je zweimal erfolgreich waren. Als bisher einzige Filmregisseurinnen erhielten die Dänin Astrid Henning-Jensen (1979 für Winterkinder), die Polin Małgorzata Szumowska (2015 für Body) und die Französin Mia Hansen-Løve (2016 für Alles was kommt) die Auszeichnung.
Regisseure aus dem deutschsprachigen Kino waren 1961, 1990, 2005, 2011, 2012 und 2019 erfolgreich, als sich Bernhard Wicki (Das Wunder des Malachias), Michael Verhoeven (Das schreckliche Mädchen), Marc Rothemund (Sophie Scholl – Die letzten Tage), Ulrich Köhler (Schlafkrankheit), Christian Petzold (Barbara) und Angela Schanelec (Ich war zuhause, aber…) gegen die Konkurrenz durchsetzen konnten.
| Jahr       | Preisträger/-in                  | Originaltitel                                                          | Deutscher Titel                                   |
| ---------- | -------------------------------- | ---------------------------------------------------------------------- | ------------------------------------------------- |
| 1956       | Robert Aldrich                   | Autumn Leaves                                                          | Herbststürme                                      |
| 1957       | Mario Monicelli                  | Padri e figli                                                          | Väter und Söhne                                   |
| 1958       | Tadashi Imai                     | 純愛物語 (Jun'ai monogatari)                                           | Mitsuko – Geschichte einer jungen Liebe           |
| 1959       | Akira Kurosawa                   | 隠し砦の三悪人 (Kakushi-toride no san-akunin)                          | Die verborgene Festung                            |
| 1960       | Jean-Luc Godard                  | À bout de souffle                                                      | Außer Atem                                        |
| 1961       | Bernhard Wicki                   | Das Wunder des Malachias                                               | Das Wunder des Malachias                          |
| 1962       | Francesco Rosi                   | Salvatore Giuliano                                                     | Wer erschoss Salvatore G.?                        |
| 1963       | Nikos Koundouros                 | Mikres Afrodites                                                       | Junge Aphroditen                                  |
| 1964       | Satyajit Ray                     | মহানগর (Mahanagar)                                                      | Mahanagar (Die große Stadt)                       |
| 1965       | Satyajit Ray                     | চারুলতা (Charulata)                                                       | Charulata – die einsame Frau                      |
| 1966       | Carlos Saura                     | La caza                                                                | Die Jagd                                          |
| 1967       | Zivojin Pavlovic                 | Budjenje pacova                                                        | Die Ratten erwachen                               |
| 1968       | Carlos Saura                     | Peppermint Frappé                                                      | Peppermint Frappé                                 |
| 1969– 1971 | Preis nicht vergeben             | Preis nicht vergeben                                                   | Preis nicht vergeben                              |
| 1972       | Jean-Pierre Blanc                | La vieille fille                                                       | Das späte Mädchen                                 |
| 1973– 1974 | Preis nicht vergeben             | Preis nicht vergeben                                                   | Preis nicht vergeben                              |
| 1975       | Sergei Solowjow                  | Sto dnej posle detstwa                                                 | Hundert Tage nach der Kindheit                    |
| 1976       | Mario Monicelli                  | Caro Michele                                                           | Lieber Michele                                    |
| 1977       | Manuel Gutiérrez Aragón          | Camada negra                                                           | Schwarzer Haufen                                  |
| 1978       | Georgi Djulgerow                 | Avantash                                                               | Der Vorteil                                       |
| 1979       | Astrid Henning-Jensen            | Vinterbørn                                                             | Winterkinder                                      |
| 1980       | István Szabó                     | Bizalom                                                                | Zimmer ohne Ausgang                               |
| 1981       | Preis nicht vergeben             | Preis nicht vergeben                                                   | Preis nicht vergeben                              |
| 1982       | Mario Monicelli                  | Il marchese del Grillo                                                 | Die tolldreisten Streiche des Marchese del Grillo |
| 1983       | Éric Rohmer                      | Pauline à la plage                                                     | Pauline am Strand                                 |
| 1984       | Ettore Scola                     | Le bal                                                                 | Le Bal – Der Tanzpalast                           |
| 1985       | Robert Benton                    | Places in the Heart                                                    | Ein Platz im Herzen                               |
| 1986       | Giorgi Schengelaia               | Путешествие молодого композитора (Achalgasrda komposotoris mogsautoba) | Die Reise eines jungen Komponisten                |
| 1987       | Oliver Stone                     | Platoon                                                                | Platoon                                           |
| 1988       | Norman Jewison                   | Moonstruck                                                             | Mondsüchtig                                       |
| 1989       | Dusan Hanák                      | Ja milujem, ty milujes                                                 | Ich liebe, Du liebst                              |
| 1990       | Michael Verhoeven                | Das schreckliche Mädchen                                               | Das schreckliche Mädchen                          |
| 1991       | Jonathan Demme                   | Silence of the Lambs                                                   | Das Schweigen der Lämmer                          |
| 1991       | Ricky Tognazzi                   | Ultrà                                                                  | Ultra                                             |
| 1992       | Jan Troell                       | Il Capitano                                                            | Il Capitano                                       |
| 1993       | Andrew Birkin                    | The Cement Garden                                                      | Der Zementgarten                                  |
| 1994       | Krzysztof Kieślowski             | Trzy kolory: Biały                                                     | Drei Farben: Weiß                                 |
| 1995       | Richard Linklater                | Before Sunrise                                                         | Before Sunrise                                    |
| 1996       | Richard Loncraine                | Richard III                                                            | Richard III.                                      |
| 1996       | Ho Yim                           | 太陽有耳 (Taiyang you er)                                              | Die Sonne kann hören                              |
| 1997       | Eric Heumann                     | Port Djema                                                             | Port Djema                                        |
| 1998       | Neil Jordan                      | The Butcher Boy                                                        | Butcher Boy – Der Schlächterbursche               |
| 1999       | Stephen Frears                   | The Hi-Lo Country                                                      | Hi-Lo Country – Im Land der letzten Cowboys       |
| 2000       | Miloš Forman                     | Man on the Moon                                                        | Der Mondmann                                      |
| 2001       | Lin Cheng-sheng                  | 爱你爱我 (Ài nǐ ài wǒ)                                                 | Feuerrote Blüten                                  |
| 2002       | Otar Iosseliani                  | Lundi matin                                                            | Montag Morgen                                     |
| 2003       | Patrice Chéreau                  | Son frère                                                              | Sein Bruder                                       |
| 2004       | Kim Ki-duk                       | 사마리아 (Samaria)                                                     | Samaria                                           |
| 2005       | Marc Rothemund                   | Sophie Scholl – Die letzten Tage                                       | Sophie Scholl – Die letzten Tage                  |
| 2006       | Michael Winterbottom             | The Road to Guantanamo                                                 | The Road to Guantanamo                            |
| 2006       | Mat Whitecross                   | The Road to Guantanamo                                                 | The Road to Guantanamo                            |
| 2007       | Joseph Cedar                     | Beaufort                                                               | Beaufort                                          |
| 2008       | Paul Thomas Anderson             | There Will Be Blood                                                    | There Will Be Blood                               |
| 2009       | Asghar Farhadi                   | درباره الی (Darbāre-ye Elī)                                            | Alles über Elly                                   |
| 2010       | Roman Polanski                   | The Ghostwriter                                                        | Der Ghostwriter                                   |
| 2011       | Ulrich Köhler                    | Schlafkrankheit                                                        | Schlafkrankheit                                   |
| 2012       | Christian Petzold                | Barbara                                                                | Barbara                                           |
| 2013       | David Gordon Green               | Prince Avalance                                                        | Prince Avalanche                                  |
| 2014       | Richard Linklater                | Boyhood                                                                | Boyhood                                           |
| 2015       | Radu Jude                        | Aferim!                                                                | Aferim!                                           |
| 2015       | Małgorzata Szumowska             | Ciało                                                                  | Body                                              |
| 2016       | Mia Hansen-Løve                  | L’avenir                                                               | Alles was kommt                                   |
| 2017       | Aki Kaurismäki                   | Toivon tuolla puolen                                                   | Die andere Seite der Hoffnung                     |
| 2018       | Wes Anderson                     | Isle of Dogs                                                           | Isle of Dogs – Ataris Reise                       |
| 2019       | Angela Schanelec                 | Ich war zuhause, aber…                                                 | Ich war zuhause, aber…                            |
| 2020       | Hong Sang-soo                    | 도망친 여자 (Domangchin yeoja)                                         | Domangchin yeoja                                  |
| 2021       | Dénes Nagy                       | Természetes fény                                                       | Das Licht in den Birkenwäldern                    |
| 2022       | Claire Denis                     | Avec amour et acharnement                                              | Mit Liebe und Entschlossenheit                    |
| 2023       | Philippe Garrel                  | Le grand chariot                                                       | k. A.                                             |
| 2024       | Nelson Carlo de los Santos Arias | Pepe                                                                   | k. A.                                             |
| 2025       | Huo Meng                         | 生息之地 (Sheng xi zhi di)                                             | Living the Land                                   |